# لبهالة موالين المخزارية (أولاد درحو)
لبهالة موالين المخزارية هو دُوَّار يقع بجماعة زاوية سيدي بنحمدون، إقليم برشيد، جهة الدار البيضاء سطات في المملكة المغربية. ينتمي الدوّار لمشيخة أولاد درحو التي تضم 14 دوار. يقدر عدد سكانه بـ 430 نسمة حسب الإحصاء الرسمي للسكان والسكنى لسنة 2004.

## روابط خارجية
- البوابة الوطنية للجماعات الترابية نسخة محفوظة 12 مارس 2018 على موقع واي باك مشين.
- المندوبية السامية للتخطيط